# Pont de Saint-Majorique
Le pont de Saint-Majorique est un pont routier situé en Gaspésie–Îles-de-la-Madeleine qui relie les deux rives de la rivière Dartmouth dans la municipalité de Gaspé.

## Description
Le pont est emprunté par la route 132. Il comporte deux voies de circulation soit une voie dans chaque direction. Environ 4800 véhicules empruntent le pont quotidiennement.

## Toponymie
Le nom du pont rappelle la proximité du secteur de Saint-Majorique de Gaspé.